# Caspar Aquila
Caspar Aquila (Augsburg, 16 de agosto de 1488 – Saalfeld/Saale, 22 de novembro de 1560), também Kaspar Aquila, Caspari Aquilae, Gaspar Aquila, nome de nascimento Johann Kaspar Adler, foi um teólogo reformador alemão.

## Biografia
Aquila nasceu em Augsburg, e foi educado lá, em Ulm (1502), na Itália (onde conheceu Erasmo em Roma), em Berna (1508), e estudou teologia em Leipzig (1510) e Wittenberg (1513). De acordo com seu filho, Aquila entrou no ministério em agosto de 1514, quando estava em Berna. Foi durante algum tempo um capelão militar.
Em 1516, se tornou pároco em Jengen, perto de Augsburg, onde introduziu ideias da Reforma. Ao proclamar publicamente sua adesão à doutrina de Martinho Lutero, ficou preso por seis meses (1520 ou 1522) em Dillingen, por ordem do bispo de Augsburg. Uma sentença de morte foi transformada em exílio graças à influência de Isabella, esposa de Cristiano II da Dinamarca e irmã de Carlos V. Voltando para Wittenberg, conheceu Lutero, e atuou como tutor dos filhos de Franz von Sickingen no castelo Ebernburg. Após o cerco de Ebernburg por Richard von Greiffenklau, arcebispo de Trier, em 6 de junho de 1523, voltou a Wittenberg para ensinar hebraico, e auxiliou Lutero na sua versão do Antigo Testamento.
As datas e informações sobre sua carreira são incertas até 1527, quando se tornou pároco em Saalfeld, um cargo que Lutero conseguiu para ele. Em 1528, se tornou superintendente. Escreveu Christlich Bedenken auf das Interim (Considerações cristãs sobre o Ínterim, 1548), e Das Interim illuminiert (O ínterim iluminado, 1548) uma oposição veemente ao Ínterim de Augsburg, e um mandado de prisão foi emitido para ele por Carlos V. Isto o obrigou a se refugiar temporariamente em Rudolstadt sob a proteção de Catarina, condessa de Schwarzburg. Em 1550, foi nomeado deão do Collegiatstift em Schmalkalden. Ali se envolveu em uma série de controvérsias com Andreas Osiander. Reconduzido ao seu antigo cargo em Saalfeld após a Paz de Passau, não sem encontrar oposição, em 1552, permaneceu ali, ainda envolvido em polêmicas, até sua morte em Saalfeld.
Aquila casou duas vezes e deixou quatro filhos.

## Obras
Publicou inúmeros sermões, algumas exposições sobre o Antigo Testamento e alguns panfletos polêmicos. Além das obras mencionadas acima, outros títulos notáveis são:
- Christliche Erklärung des kleinen Katechismus etc. (Uma explicação cristã do Pequeno Catecismo, etc., Augsburg, 1538)
- Fragstücke der ganzen christlichen Lehre (Perguntas sobre todo o ensinamento cristão; muitas edições a partir de 1547)